# 音楽堂 (アルバム)
『音楽堂』（おんがくどう）は、矢野顕子の28枚目のアルバム。2010年2月10日発売。発売元はヤマハミュージックコミュニケーションズ。

## 概要
『Home Girl Journey』に続く矢野顕子の4枚目のピアノ弾き語りによるアルバム。本来は2006年に録音、リリースされるべきところ、弾き語りシリーズをかねてから担当していたレコーディング・エンジニア、吉野金次の急病により延期、吉野の回復を待って制作された。吉野にとっては録音現場に立ち会っての仕事としては、復帰第一作となる。
レコーディングは全曲横浜市にある、神奈川県立音楽堂にて実施された。本作のタイトルは、ここに由来する。レコーディング風景は、NHK-BS2の番組「18年後のスーパーフォークソング」(2010年6月25日放映)において紹介された。
吉野によると、「これまでの録音ではコンサートグランド(ピアノ)のバス(低音)が生かされていなかったことから、今回はバス用に2本のマイクを追加し、豊かなバスの音にアッコちゃんのボーカルがくるまれているようなイメージで録音した」とのことである。
アルバムジャケットのネコの写真は、動物写真家の岩合光昭による。
本アルバムに収録されている「右手」は、第17回日本プロ音楽録音賞(ベストパフォーマー賞)を受賞した。

## 収録曲
1. グッドモーニング（作詞、作曲:岸田繁）
  - くるりのカバー。原曲は「アンテナ」収録。
2. へびの泣く夜（作詞:糸井重里、作曲:矢野顕子）
3. 椅子（作詞:伊藤アキラ、作曲:井上鑑）
  - 上條恒彦のカバー。
4. 春風（作詞、作曲:岸田繁）
  - くるりのカバー。
5. 犬の帰宅（作詞、作曲:鈴木慶一）
  - ムーンライダーズのカバー。原曲は「最後の晩餐」収録。
6. 嘆きの淵にある時も（作詞、作曲:岡林信康）
  - 岡林信康のカバー。
  - やもりの「あなたと歌おう」には、森山良子とのコラボレーションバージョンを収録。
7. おかあさん（作詞:江間章子、作曲:中田喜直）
8. Say It Ain't So （作詞、作曲: リヴァース・クオモ）
  - Weezerのカバー。原曲は「ウィーザー (ザ・ブルー・アルバム)」収録。
9. きよしちゃん（作詞、作曲:矢野顕子）
  - きよしちゃんとは、忌野清志郎のことである。忌野の生前に、忌野の闘病を支援するために作詞作曲され、ライブではたびたび歌われていた。
10. My Love（作詞、作曲:C. Jeffrey McLean）
11. 右手（作詞、作曲:細美武士）
  - ELLEGARDENのカバー。原曲は「My Own Destruction」収録。
  - DVD『音楽のちから』(2006年)で、先行公開されている。
12. Vincent （作詞、作曲: ドン・マクリーン）
  - Don McLeanのカバー。
  - Vincentとは、画家のフィンセント・ファン・ゴッホのことである。
13. さあ冒険だ（作詞:森高千里、S.Itoi、作曲:カールスモーキー石井）
  - 和田アキ子のカバー。
  - 公募によるリクエストをもとにアルバムに採用された。
14. Green Tea Farm （作詞、作曲:上原ひろみ）
  - 上原ひろみのカバー。原曲は「プレイス・トゥ・ビー」収録（日本盤ボーナストラック）。ここでは矢野がボーカルで参加している。
15. いい日旅立ち　（作詞、作曲:谷村新司）
  - 日本国有鉄道（国鉄）が行っていた旅行誘致キャンペーン、及びそのキャンペーンソングのカバー。

## 関連作品
- 音楽のちから 〜吉野金次の復帰を願う緊急コンサート (2007年4月25日、グリーンドア)
  - 細野晴臣&東京シャイネス・オールスターズ、ゆず、友部正人、大貫妙子、佐野元春との共同名義。吉野の治療費に充てるために、矢野と細野の呼びかけにより、2006年8月28日に、東京・世田谷区の北沢タウンホールにおいて行われたコンサートを収録したDVD。「右手」が先行収録された。